# Cadena SER
Cadena SER (acronimo di «Sociedad Española de Radiodifusión»; denominata Unión Radio alla costituzione) è una stazione radio privata spagnola, edita da PRISA Radio, controllata dal gruppo PRISA. È la prima emittente radio in ordine di fondazione e la più seguita del Paese (3.917.000 ascoltatori nella settimana media, secondo l'ultima rilevazione EGM). Fa parte dell'UER. Trasmette una programmazione di tipo generalista, con programmi talk di informazione, approfondimento, sport ed intrattenimento, ed una presenza radicata nel territorio grazie alla presenza, in alcune fasce orarie, di programmi prodotti a livello locale (quali notiziari e programmi di approfondimento riguardanti politica e cronaca locali, e radiocronache sportive delle squadre locali). È ricevibile in FM, AM, via DAB e DTT(digitale terrestre) in tutto il territorio spagnolo.

## Storia
Cadena SER inizia le trasmissioni il 14 novembre 1924 con il nome di Radio Barcellona, e fu la prima stazione autorizzata in Spagna dalla Direzione Generale delle Comunicazioni. Durante la Seconda guerra mondiale e il successivo regime franchista Cadena SER trasmette la programmazione unica nazionale. Negli anni '60 la programmazione riprese originalità e nacquero i primi canali tematici. Pochi anni prima della morte di Francisco Franco l'emittente subì una pseudo-nazionalizzazione, con lo stato che divenne azionista di maggioranza (25% delle quote).
Agli inizi degli anni '80 il Gruppo PRISA, già proprietario di importanti media come il quotidiano El País, acquisì gradualmente le azioni di Cadena SER, diventandone principale proprietario. 
Attualmente è una delle radio più ascoltate in Spagna, trasmettendo programmi come Carrusel Deportivo (sport) o Hoy por Hoy  (notizie) esistenti da decenni.

## Programmi
- Hoy por hoy, con Pepa Bueno e Toni Garrido.
- Hora 14, con José Antonio Marcos.
- SER Deportivos, con Francisco José Delgado.
- La Ventana con Carles Francino.
- Hora 25, con Angels Barceló e Pedro Blanco.
- Hora 25 Deportes, con Jesús Gallego.
- El larguero con Manu Carreño.
- Hablar por hablar con Macarena Berlín.
- A vivir que son dos días, con Javier del Pino.
- Hora 14 FDS, con Esther Bazán.
- Acento Robinson, con Michael Robinson.
- Matinal SER, con José Antonio Piñero.
- La Script, con María Guerra.
- Carrusel Deportivo, con Dani Garrido.
- El larguero fin de semana, con Yago de Vega.
- SER Historia, con Nacho Ares.
- Sucedió una noche, con Antonio Martínez.
- SER Consumidor, con Jesús Soria.
- SER Aventureros, con José Antonio Ponseti.
- La hora extra, con Javier Torres.
- Los toros, con Manuel Molés.
- Punto de fuga, con Pablo Morán.
- Nadie sabe nada, con Andreu Buenafuente e Berto Romero.
- Contigo dentro, con Celia Blanco.
- La vida moderna, con David Broncano, Quequé e Ignatius Farray